# Танєєв Олександр Сергійович (1850)
Олександр Сергійович Танєєв (рос. Александр Сергеевич Танеев; 5 [17] січня 1850, Санкт-Петербург — 7 лютого 1918, Петроград) — російський композитор з роду Танєєвих, батько Анни Танєєвої (Вирубової). Твори Танєєва користувалися успіхом в Росії і за кордоном. Однак значно більшу славу як композитор здобув його троюрідний дядько — композитор Сергій Іванович Танєєв.

## Біографія
Народився в Санкт-Петербурзі 5 (17) січня 1850 року в родині С. А. Танєєва; мати Ганна Василівна (1827—1903), донька генерал-майора В. А. Бібікова. 
Закінчив Імператорський Санкт-Петербурзький університет. Статс-секретар, обер-гофмейстер імператорського двору, камергер. У 1896—1917 роках — головнокеруючий імператорської канцелярієї, де довгий час служив його батько. Член Державної ради. Почесний член Імператорської Академії наук (1902). 

## Композиторська творчість
Олександр Сергійович Танєєв походив із музичної сім'ї: батько був пристрасним композитором-аматором, а мати чудово грала нафортеп'яно. Відомий композитор Сергій Іванович Танєєв був близьким родичем. 
Отримав досить грунтовну домашню музичну освіту. Займався теорією композиції у Ф. Рейхеля в Дрездені, потім у Петербурзі у М. А. Римського-Корсакова і А. А. Петрова; користувався також порадами Балакірєва, який обробив для концертного виконання два фортеп'янних вальси Танєєва. 
Твори А. С. Танєєва користувалися успіхом в Росії і за кордоном. З його творів були видані: одноактна опера «Помста Амура» (лібрето Т. Щепкіної-Куперник), 2-га симфонія b-moll (тв. 21), дві сюїти для оркестру (2-га F-dur, тв. 14); дві мазурки для оркестру (тв. 15); урочистий марш для оркестру (тв. 12); два квартети; п'єси для фортепіано (тв. 20, 21 та ін.); Для скрипки з фортеп'яно або оркестру «Rêverie» (тв. 23), для голосу з фортепіано (два дуети тв. 17, три романси тв. 18); хори а capella і з оркестром. В рукописах залишилися: 1-ша симфонія, «Альоша Попович» (симфонічна картина) й ін. Опера «Помста Амура» виконувалася в Ермітажі в присутності найвищих осіб. 
Танєєв збирав російські народні пісні, що призвело в 1900 році до його призначенням після Т. Філіппова головою пісенної комісії для спорядження експедицій з метою збирання народних пісень в Імператорському Російському географічному товаристві.  

## Сім'я
З 19 вересня 1882 року був одружений з Надією Іларіонівною Толстою (1860-1937), дочкою генерала І. Н. Толстого, спадкоємиці підмосковного маєтку Рождествено. Діти: 
- Донька — Анна (Вирубова, 1884-1964);
- Донька — Александра (фон Пістолькорс, 1888-1963), фрейліна;
- Син — Сергій (1886-1975);
- Донька — Єлизавета (1886 або 1887-1964).

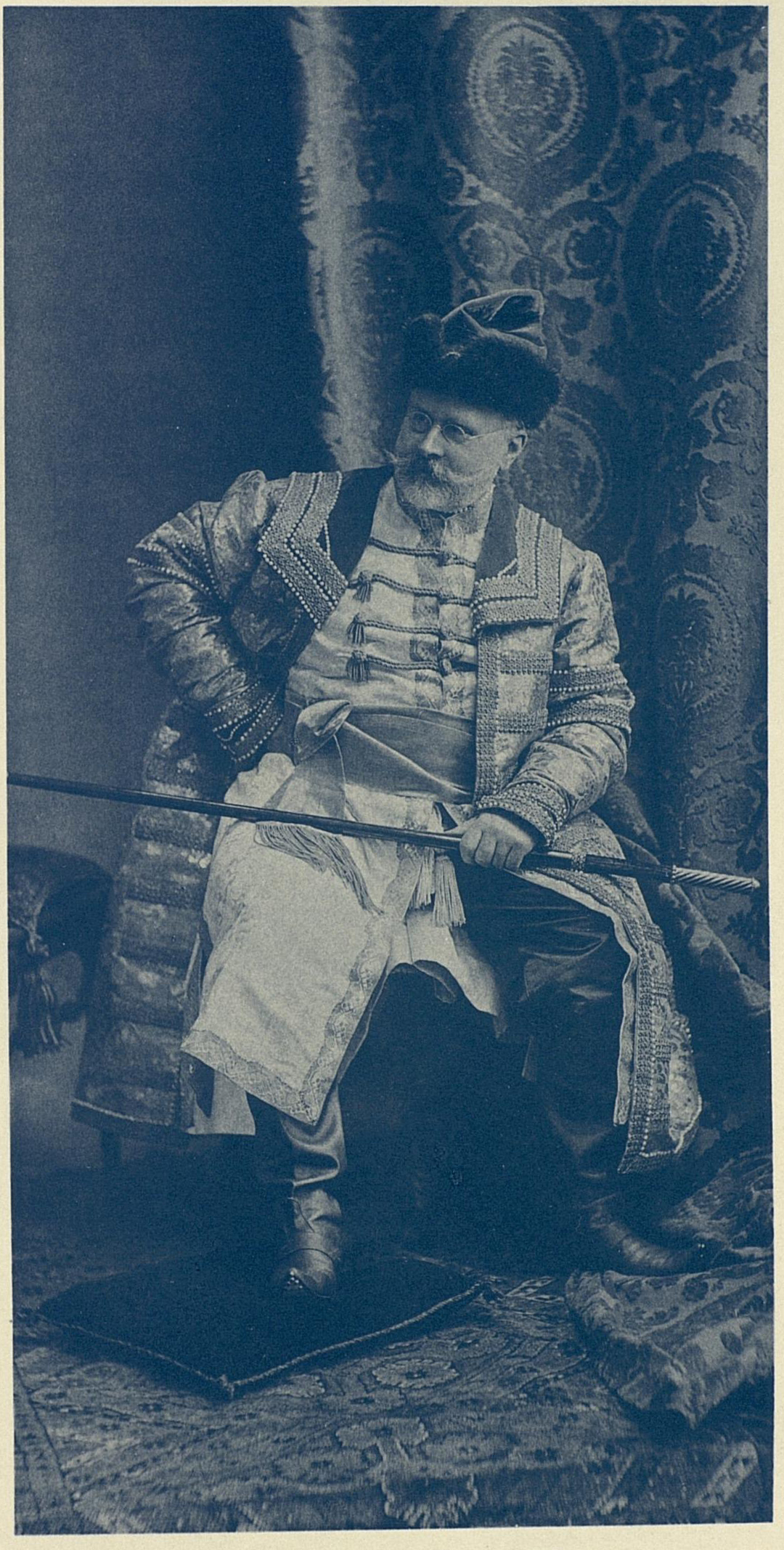
Костюмований бал 1903 року
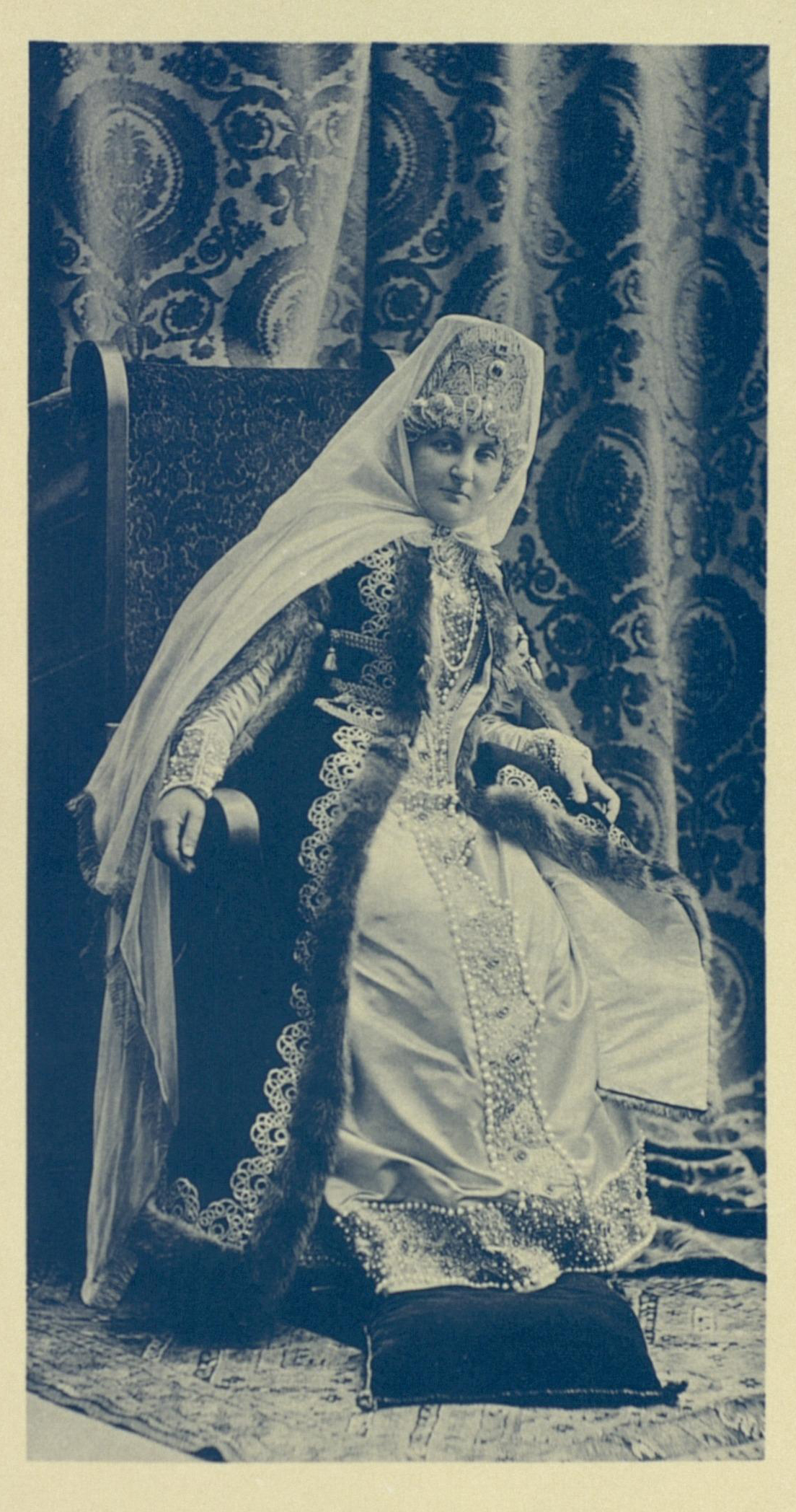
Надія Іларіонівна Танєєва
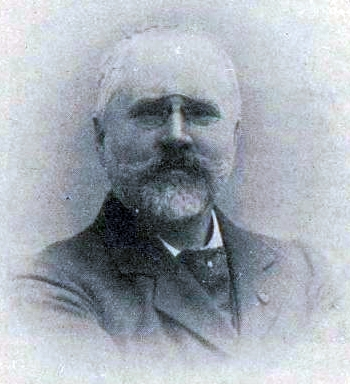
Олександр Сергійович Танєєв, 1915